# Distretto del Ruapehu
Il distretto del Ruapehu è un'autorità territoriale della Nuova Zelanda che si trova entro i confini della regione di Manawatu-Wanganui, nell'Isola del Nord. La sede del Consiglio distrettuale si trova nella città di Taumarunui.
Il Distretto, che non possiede sbocchi al mare, ospita sul suo territorio la maggior parte dell'estensione del Parco nazionale del Tongariro, compreso il vulcano Ruapehu da cui prende il nome.